# Calycobolus cordatus
Calycobolus cordatus är en vindeväxtart som först beskrevs av Hallier f., och fick sitt nu gällande namn av Hermann Heino Heine. Calycobolus cordatus ingår i släktet Calycobolus och familjen vindeväxter. Inga underarter finns listade i Catalogue of Life.